# Лиственница камчатская
Ли́ственница камча́тская (лат. Larix  kamtschatica) — вид хвойных деревьев из рода Лиственница (Larix) семейства Сосновые (Pinaceae).
Типовой образец вида лиственницы камчатской был собран и описан в XIX с деревьев, искусственно выращенных в районе Петропавловска-Камчатского (данные посадки не сохранились).

## Распространение и экология
Является эндемиком полуострова Камчатка. Однако может произрастать и за его пределами при наличии благоприятных условий для произрастания. Относится к морозостойким видам, выживающим в условиях низких температур и суровых зим.

## Ботаническое описание
Дерево высотой до 40 м при диаметре ствола в 1 м. Крона конусовидная с распростёртыми в разные стороны ветвями, отличающимися большой длиной и горизонтальным расположением.
Кора гладкая, светло-коричневого или серого цвета. Хвоя собрана в пучки по 5—6 иголок, достигающих в длину 5—7 см.
Побеги укороченные, до 10 мм в длину и до 5 мм в диаметре.
Шишки почти яйцевидные, длиной около 2 см и шириной 1,5 см. Цветки, произрастающие на концах веток, имеют либо красноватый, либо желтоватый цвет. 
Цветение приходится на май—июнь и длится 2—3 недели.

## В культуре
В Европе интродуцирована с 1888 г. В ботаническом саду Петра Великого плодоносит.